# Samolubny DNA
Samolubny DNA – jednostka DNA, która stanowiąc część genomu nie przynosi korzyści organizmowi, jak ma to miejsce w przypadku większości genów wpływających na fenotyp. Termin wprowadzony w 1979 przez Francisa Cricka. Istnienie samolubnego DNA pozornie stanowi zaprzeczenie selekcji naturalnej. Do samolubnego DNA zalicza się transpozony, prowirusy, sekwencje repetywne oraz prawdopodobnie większość niekodujących sekwencji wyższych eukariontów. Niekiedy samolubny DNA jest uznawany za najprostszego pasożyta.